# Ом Минджи
Ом Минджи (кор. 엄민지; род. 1 февраля 1991) — корейская кёрлингистка, первый команды Южной Кореи на Олимпийских играх 2014 года.

## Достижения
- Тихоокеанско-азиатский чемпионат по кёрлингу: золото (2013).
- Чемпионат Республики Корея по кёрлингу среди женщин: золото (2020), бронза (2016).
- Зимняя Универсиада: серебро (2013).